# Rhodosoma callense
Rhodosoma callense is een zakpijpensoort uit de familie van de Corellidae. De wetenschappelijke naam van de soort is voor het eerst geldig gepubliceerd in 1865 door Lacaze-Duthiers.